# Ceroplastes destructor
Ceroplastes destructor är en insektsart som beskrevs av Robert Newstead 1917. Ceroplastes destructor ingår i släktet Ceroplastes och familjen skålsköldlöss. Inga underarter finns listade i Catalogue of Life.